# Кинема цитрус
Кинема цитрус (株式会社キネマシトラス Kabushiki-gaisha Kinema Shitorasu) е японско студио за анимация, основано на 3ти март 2008 година, от бивши членове на Production I.G и студио Кости. Компанията е базирана в Сугинами, Токио. Бизнес директорите на компанията са: Мунеки Огасауара, Юичиро Мацука и Масаки Тачибана. Значими аниме продукции произведени от студиото включват: Токио магнитуд 8.0 през 2009, .hack//Quantum разработено съвместно със студио Кости, Черен Куршум и Баракамон през 2014 г., Създаден в бездната през 2017 г. и Възходът на героя на щита през 2019.
На 12 декември 2019 г. Кинема Цитрус обявява, че Корпорация Кадокауа и Бушироуд са придобили 63,6% от компанията.

## Препратки
1. ↑  Pineda, Rafael. Bushiroad, Kadokawa Jointly Acquire 63.6% of Kinema Citrus Studio's Shares //  Anime News Network.   December 12, 2019.
2. ↑  Pineda, Rafael. Bushiroad, Kadokawa, Kinema Citrus Announce Partnership to Produce Anime IP //  Anime News Network.   2019-07-01.

## Външни връзки
- Официален сайт (in Japanese)
- Kinema Citrus  at Anime News Network's encyclopedia